# Alberto Spencer
Alberto Pedro Spencer Herrera (Ancón, 6 december 1937 – Cleveland, 3 november 2006) was een Ecuadoraans voetballer. Hij wordt gezien als een van de beste voetballers die Ecuador gekend heeft en is nog steeds topscorer aller tijden in de CONMEBOL Libertadores. Spencer kwam in zijn carrière zowel uit voor het nationale team van Ecuador als dat van Uruguay. Spencer overleed in 2006 in Cleveland.

## Clubcarrière
Spencer begon zijn professionele carrière op 15-jarige leeftijd bij Everest Guayaquil, een kleine club in Ecuador. Bij deze club maakte hij naam en scoorde 101 doelpunten. Toen hij in 1959 op huurbasis uitkwam voor Barcelona SC in een wedstrijd tegen het Uruguayaanse Peñarol, viel het oog van de manager van Peñarol op de aanvaller. Spencer vertrok voor 10.000 dollar naar Peñarol, waar hij in de daaropvolgende jaren uitgroeide tot een clublegende. Hij scoorde 326 doelpunten, won tweemaal de CONMEBOL Libertadores, tweemaal de wereldbeker voor clubteams en zevenmaal het kampioenschap van Uruguay. Na het winnen van de tweede wereldbeker wilde Internazionale Spencer graag hebben, maar Peñarol wilde de aanvaller niet laten gaan.
In 1971 keerde Spencer terug naar Ecuador om te gaan voetballen voor Barcelona SC. Voor deze club speelde hij nog twee jaar en wist hij nog zesmaal te scoren in de CONMEBOL Libertadores. Hiermee kwam het totaal aantal doelpunten in dit toernooi op 54, waarmee hij recordhouder aller tijden werd.

## Interlandcarrière
Spencer kwam in zijn carrière zowel uit voor het Ecuadoraanse als voor het Uruguayaanse nationale elftal. Hij wisselde zelfs viermaal van nationaal team en kwam afwisselend uit voor Ecuador en Uruguay. Tijdens een vriendschappelijke interland tussen Uruguay en Engeland op Wembley wist hij eenmaal te scoren. Hiermee was hij niet alleen de eerste Uruguayaan die op Wembley wist te scoren, maar ook de eerste Ecuadoraan ooit die in dit stadion speelde.
Hoewel Spencer zowel voor Ecuador als voor Uruguay uitkwam heeft hij nooit het Uruguayaans staatsburgerschap geaccepteerd. Wel woonde hij na beëindiging van zijn profloopbaan in Uruguay, waar hij aan de slag ging als consul voor Ecuador.

## Erelijst
Peñarol
- Primera División: 1959, 1960, 1961, 1962, 1964, 1965, 1967, 1968
- CONMEBOL Libertadores: 1960, 1961, 1966
- Wereldbeker voor clubteams: 1961, 1966
- Wereld Supercup: 1969

 Barcelona
- Serie A: 1971

### Individueel
- Topscorer CONMEBOL Libertadores: 1960, 1962.
- Topscorer Primera División: 1961, 1962, 1967, 1968.
- RSSSF - Ecuador: Speler van de Eeuw
- IFFHS: Beste Zuid-Amerikaanse Speler van de Eeuw (#20)